# Antioch i Stratonike

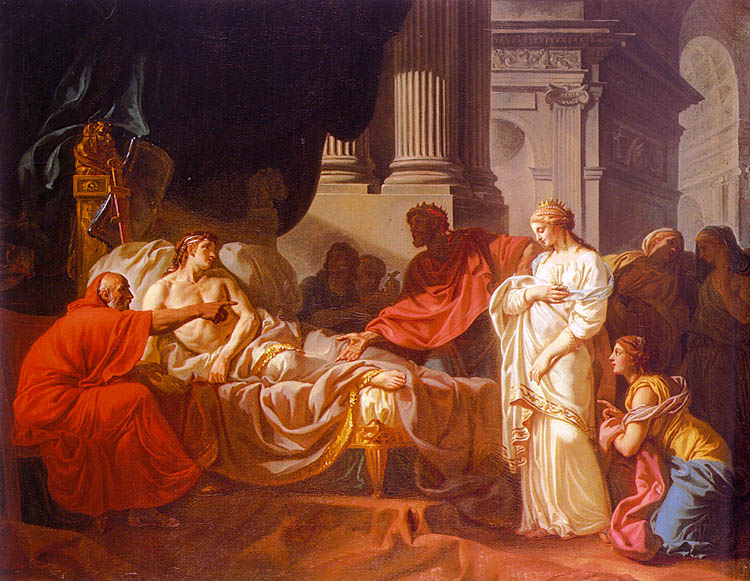
Jacques-Louis David – Erasistratos odkrywa przyczynę choroby Antiocha (1774)

Antioch i Stratonike (oryg. fr. La Maladie d’Antiochius lub Antiochius et Stratonyce) – obraz olejny Jeana-Auguste’a-Dominique’a Ingres’a z 1840 roku, obecnie w zbiorach w Musée Condé w Chantilly.

## Opis obrazu
Artysta zilustrował historię opowiedzianą w Żywotach Plutarcha z Cheronei o nieszczęśliwej miłości Antiocha I Sotera, syna króla Seleukosa I Nikatora, do młodej i pięknej macochy Stratonike. Zakochany Antioch był bliski śmierci z miłości, przyczynę jego słabości odkrył lekarz i ojciec ostatecznie odstąpił synowi swoją żonę.
Dzieło Ingresa utrzymane jest w duchu klasycyzmu i przedstawia sypialnię Antiocha. Młody syn króla leży złożony niemocą w łożu z baldachimem, obok niego stoi lekarz starający się zmierzyć puls. Do sypialni właśnie weszła Stratonike i stanęła ze schyloną głową w silnie oświetlonym miejscu. Jej wyidealizowana, przypominająca klasyczny posąg postać ściąga na siebie wzrok lekarza, który zdaje się rozumieć przyczynę choroby Antiocha.
Obraz wydaje się być próbą poszukiwania idealnego piękna, w której element narracyjny schodzi na dalszy plan. Wszelkie detale fresków, mebli i wyposażenia sypialni zostały namalowane z pedantyczną dokładnością. Tło obrazu powstało na podstawie fresków z Pompei i wykonał je na zlecenie Ingresa stypendysta Victor Baltard. Meble i draperie malowali Hippolyte Flandrin i bracia Paul i Raymond Balze. Według świadków Ingres był tak wzruszony podczas malowania, że po prostu płakał.

## Nawiązania
W zbiorach Luwru znajduje się szkic malarza, pochodzący z 1804 roku i poświęcony tej samej scenie. Pozwoliło to wysunąć przypuszczenie, że artysta nosił się z zamiarem namalowania obrazu od ponad trzydziestu lat.
Motyw Antiocha i Stratonike był wykorzystywany również przez innych twórców, malowali go m.in. Johann Heiss (1640-1704), Antonio Bellucci (1654-1726) i młody Jacques-Louis David, z polskich artystów Józef Oleszkiewicz.